# 科西夫卡 (別爾哥羅德-德涅斯特羅夫斯基區)
45°59′54″N 30°19′17″E / 45.99833°N 30.32139°E

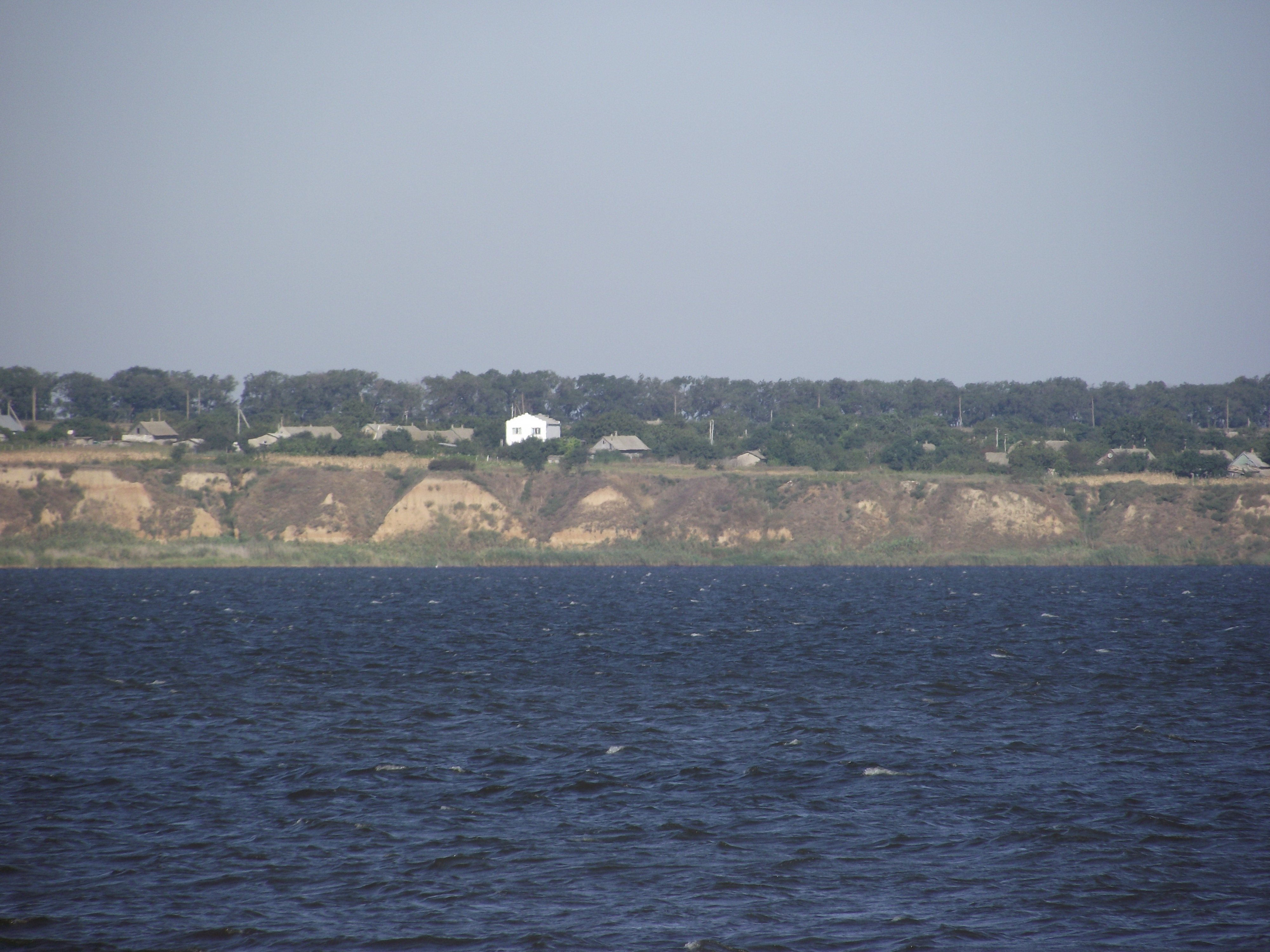

科西夫卡（羅馬化：Kosivka）是位於烏克蘭西南部的村莊，由敖德萨州裡比爾霍羅德-德涅斯特羅夫斯基區的塞爾希伊夫卡市鎮負責管轄。該村面積0.61平方公里，2001年人口258，人口密度每平方公里422.95人。